# 蓋-莫申卡
50°15′4″N 34°50′7″E / 50.25111°N 34.83528°E
哈伊-莫申卡（烏克蘭語：Гай-Мошенка）是位於烏克蘭東北部的村莊，由蘇梅州奥赫蒂尔卡区的切爾內奇奇納市鎮負責管轄。該村處於克里尼奇納河畔，距離卡爾達什夫卡和米海連科韋1公里，海拔高度122米。